# Ashley Rickards
Ashley Ricole Rickards (* 4. května 1992 Sarasota, Florida, Spojené státy americké) je americká herečka, která je nejvíce známa svojí rolí Jenny Hamilton v seriálu stanice MTV Nešika a rolí Samanthy "Sam" Walker v CW dramatu One Tree Hill.

## Životopis a kariéra
Ashley se narodila v Sarasotě na Floridě. Navštěvovala montessoriovskou školu, kde získala ve 13 letech první roli. V 15 letech odmaturovala a stala se členkou Mensy.
Po maturitě se začala objevovat v několika menších rolích. V roce 2008 získala roli Samanthy Walker v CW seriálu One Tree Hill. V roce 2010 podstoupila konkurz do seriálu stanice MTV Nešika. Její manažer Adam Griffin poslal ve stejné době Ashleyinu nahrávku producentům filmu Fly Away, kterou chtěl dokázal, její všestrannost. Herečka získala obě role. V roce 2012 získala roli ve filmu Chrise Colfera Zasažen bleskem, dále v roce 2014 roli po boku Seleny Gomez ve filmu Behaving Badly a roli v hororovém snímku At the Devil's Door a roli Becky v Pár nenormálních aktivit. 
Objevila se ve videoklipu skupiny The Fray: How to Save a Life.a ve videoklipu skupiny The Format: She Doesn't Get It 
V srpnu 2016 bylo potvrzeno, že Ashley se objeví ve třetí sérii seriálu The Flash jako Rosa Dillion/ The Top. Poprvé se objeví ve čtvrté epizodě.

## Filmografie
| Rok  | Název                    | Role                  | Poznámky                                                              |
| ---- | ------------------------ | --------------------- | --------------------------------------------------------------------- |
| 2006 | Web Journal Now          | Janet                 | krátký film                                                           |
| 2007 | Spoonfed                 | Bridgette             | krátký film                                                           |
| 2009 | Gamer                    | 2Katchapredator       |                                                                       |
| 2011 | Fly Away                 | Mandy                 | Cena arizonského filmového festivalu v kategorii Nejlepší vystoupení. |
| 2012 | Zasažen bleskem          | Vicki Jordan          |                                                                       |
| 2012 | Sassy Pants              | Bethany Pruitt        |                                                                       |
| 2014 | At the Devil's Door      | Girl                  |                                                                       |
| 2014 | Pár nenormálních aktivit | Becky                 |                                                                       |
| 2014 | Behaving Badly           | Kristen Stevens       |                                                                       |
| 2017 | The Outskirts            | Virginia Van Der Camp |                                                                       |
| 2017 | Antisocial.app           | Jessie                |                                                                       |

| Rok        | Název                 | Role                  | Poznámky |
| ---------- | --------------------- | --------------------- | --- |
| 2006       | Everybody Hates Chris | Girl                  | díl: „Everybody Hates Superstition“ |
| 2007       | Kriminálka New York   | Mladá Lindsay Monroe  | díl: „Prozrazený trik“ |
| 2007       | Zoey 101              | Molly Talbertsen      | díl: „Dance ContestĹ |
| 2007       | Ošklivka Betty        | Sharra                | 2 díly |
| 2008–09    | One Tree Hill         | Samantha "Sam" Walker | 19 dílů |
| 2008       | Vincentův svět        | Candice               | díl: „The All Out Fall Out“ |
| 2010       | Psanec                | Tracy Vidalin         | díl: „In Re: Tracy Vidalin“ |
| 2011–2016  | Nešika                | Jenna Hamilton        | Hlavní role, 89 dílů Nominace - Critic's Choice Television Award v kategorii Nejlepší herečka v komediálním seriálu (2012) Nominace - Teen Choice Award v kategorii Nejlepší letní televizní hvězda - žena (2012) |
| 2011       | American Horror Story | Chloe Stapleton       | 2 díly |
| 2016 –2017 | The Flash             | Rosa Dillion/Top      | 2 díly |
| 2017       | Dimension 404         | Susan Hirsch          | díl: „Chronos“ |